# Eilema nigricans
Eilema nigricans là một loài bướm đêm thuộc phân họ Arctiinae, họ Erebidae.